# Sitobion calvulum
Sitobion calvulum är en insektsart. Sitobion calvulum ingår i släktet Sitobion och familjen långrörsbladlöss. Inga underarter finns listade i Catalogue of Life.